# Отечественная война и русское общество
«Отечественная война и русское общество» (ОВИРО) — энциклопедическое издание в семи томах по истории Отечественной войны 1812 года, изданное в 1911 году к столетнему юбилею событий 1812 года товариществом И. Д. Сытина в Москве.
ОВИРО составлено под общей редакцией Исторической Комиссии ОРТЗ, возглавлявшейся А. К. Дживелеговым, С. П. Мельгуновым и В. И. Пичетой; в том же году Историческая Комиссия ОРТЗ также выпустила шеститомник «Великая реформа: Русское общество и крестьянский вопрос в прошлом и настоящем
» (к 50-летию крестьянской реформы 1861 года).
Среди авторов статей и редакторов разделов ОВИРО — К. А. Военский, М. В. Довнар-Запольский, И. М. Катаев, Б. М. Колюбакин, Н. П. Михневич, В. И. Семевский.

## Описание
Семитомное издание - одно из самых известных среди «юбилейных» изданий Товарищества И. Д. Сытина 1910-х годов. По воспоминаниям самого Сытина («Жизнь для книги»): 
На одном из заседаний правления Товарищества я внёс предложение: ввиду предстоящего столетия Отечественной войны ознаменовать эту историческую годовщину и выпустить роскошное издание. Предложение было принято правлением, которое постановило пригласить научные силы по возможности всех русских университетов принять участие в создании этого литературного памятника. Правление решило также не жалеть средств и выпустить книгу в полном соответствии со значением празднуемого события, как бы ни были велики расходы. С увлечением смотрел я на семь томов, которые были посвящены Отечественной войне и русскому обществу! Но здесь дало себя знать моё крестьянское происхождение. Наше воинство было составлено из всех сословий, и все с честью стояли за родную землю, но когда кончилась война и слава русского оружия прогремела по всему миру, а русский царь стал повелителем всей Европы, кто из русских сословий был обойдён, кого забыли при разделении наград и милостей? Мужика забыли, солдата забыли. Все сословия были взысканы царской милостью, и только крестьянин не получил ничего. Тот, кто освобождал отечество, сам не был освобождён от рабства. В свободной России он один остался рабом, и ещё полвека после наполеоновских войн его продавали, как скотину. Это была неслыханная неблагодарность, и мне хотелось, чтобы хоть через 100 лет на могилу русского солдата, солдата-раба, пришла история и поклонилась его светлой памяти.
В редакционной статье также выделялась «крестьянская» тема: 
Героем этой войны был русский мужик, крестьянин — мужественный, самоотверженный, не помнящий о своем крепостничестве, когда нужно было сражаться за родину, но который вернулся под патриархальное помещичью неволю, когда французов изгнали. Мужик верил и помогал. Но когда пришло время праздновать победу, про мужика как всегда забыли.

## Видео
Видеообзор семитомника на YouTube